# Tabatinga (kommun i Brasilien, São Paulo, lat -21,74, long -48,65)
Tabatinga är en kommun i Brasilien.   Den ligger i delstaten São Paulo, i den sydöstra delen av landet, 700 km söder om huvudstaden Brasília. Antalet invånare är 14 686.
Följande samhällen finns i Tabatinga:
- Tabatinga

Omgivningarna runt Tabatinga är en mosaik av jordbruksmark och naturlig växtlighet. Runt Tabatinga är det ganska tätbefolkat, med 52 invånare per kvadratkilometer.